# Javi Rozada
Javier Fernández-Rozada Álvarez (Oviedo, 3 de marzo de 1982) es un entrenador de fútbol español. Actualmente ejerce como primer entrenador del Real Avilés Industrial C. F. Es hijo del político del Partido Popular, Isidro Fernández Rozada.

## Trayectoria
Rozada empezaría su trayectoria como entrenador en categorías infantiles, dirigiendo al C. D. Covadonga logrando el ascenso a primera infantil . Posteriormente dirigió a la selección Asturiana Alevín, logrando la mejor clasificación de Asturias en el campeonato Nacional  y en cadetes al Real Oviedo. En 2013, da el salto para dirigir al C. D. Lealtad en Tercera División y en el que estaría durante tres temporadas al frente del club de Villaviciosa.
Con el C. D. Lealtad, lograría el ascenso a Segunda División B y lograría mantenerlo en la categoría de bronce al término de la temporada 2015-16 y logrando luchar el playoff de ascenso a la categoría de plata hasta el final .
En 2017, llegó al Real Oviedo Vetusta, con el que consiguió el ascenso a Segunda División B al término de la campaña 2017-18. En su segunda temporada, la 2018-19 obtuvo meritorio quinto puesto en la categoría de bronce del fútbol español.
Comenzaría la temporada 2019-20 siendo su tercera temporada dirigiendo al Real Oviedo Vetusta, hasta que el 16 de septiembre de 2019, se hizo cargo del Real Oviedo para dirigirlo en Segunda División. El técnico asturiano sustituyó a Sergio Egea, cesado por culpa de los malos resultados del equipo en el inicio liguero, y tomó el mando del primer equipo acompañado por su segundo, Javier Benavides, continuando en el cuerpo técnico de primera plantilla. Sin embargo, fue cesado en sus funciones el 18 de febrero de 2020, tras conseguir 7 victorias, 9 empates y 7 derrotas en el banquillo ovetense.
El 3 de agosto de 2020 ficha por el Racing de Santander. El 21 de diciembre fue destituido con un balance de 5 victorias 2 empates y 1 derrota .
Después de estar casi cuatro años fuera de los banquillos, el 7 de mayo de 2024 ficha por el Real Avilés de la Segunda Federación, firmando por lo que resta de temporada (dos partidos) y una campaña más.

## Clubes

### Como entrenador
| Club                                   | País   | Año       |
| -------------------------------------- | ------ | --------- |
| C. D. Covadonga (infantil)             | España | 2006-2008 |
| Selección alevín de fútbol de Asturias | España | 2008-2010 |
| Real Oviedo (cadete)                   | España | 2010-2013 |
| C. D. Lealtad                          | España | 2013-2016 |
| Real Oviedo Vetusta                    | España | 2017-2019 |
| Real Oviedo                            | España | 2019-2020 |
| Real Racing C. de Santander            | España | 2020      |
| Real Avilés I. C. F.                   | España | 2024-2025 |